# Riviera di Chiaia
Riviera di Chiaia (Chiaijina rivijera) duga je ulica u talijanskom gradu Napulju, koja se proteže duž obale Napuljskog zaljeva.
U ovoj ulici nalaze se mnoge antičke vile koje su sagradile aristokratske obitelji između 16. i 19. stoljeća, kao što je Vila Pignatelli. Crkva Santa Maria in Portico je u blizini.
Mark Twain ovu ulicu naziva "Riviere di Chiaja" u svojoj knjizi The Innocents Abroad.

## Vanjske poveznice
|  | Zajednički poslužitelj ima još gradiva o temi Riviera di Chiaia |